# 金洲站
金洲站是广州地铁4号线的车站，位于中國廣東省廣州市南沙区双山大道祈丰路口西侧。车站于2007年6月28日启用。
本站与位于飞沙角站旁的南沙停车场接轨。

## 車站結構

### 車站樓層
本站共设有三層。周边为双山大道、祈丰路及其它建築。設備區位于车站北侧，并設有扶梯和升降机等设施以联络地面及天桥；地上二層為过街天桥及站廳層；地上三層為4號線站台層。
| 地上三层 | 侧式站台            | 侧式站台                                | 侧式站台 | 侧式站台 |
|          | 1 站台              | █4号线 黃村方向（下站：蕉门）           |          |          |
|          | 2 站台              | █4号线 南沙客运港方向（下站：飞沙角）   |          |          |
|          | 侧式站台            |                                         |          |          |
| 地上二层 | 站廳                | 售票機、客服中心、警务室、安检设施      |          |          |
|          | 过街天桥            | A出入口、联络双山大道两侧及南侧商场     |          |          |
| 地面     | 设备房 （车站北侧） | 扶梯、楼梯和升降机连接过街天桥 车站设备 |          |          |

### 站厅
金洲站站厅位于地上二层，站厅西侧，即车站月台下面的区域被划分为收费区，收费区各分别设有两台扶手电梯以及一组楼梯供乘客前往不同方向的月台。由于车站部分采用架空设计，无法设置連接站廳与站台专用电梯，为了弥补不足，车站连接站厅和月台的两组楼梯旁设有轮椅升降台，以方便轮椅乘客使用车站。
站厅設有售票機、自动售卡/充值机、客務中心等设施。另外，本站是4号线所有高架车站中唯一没有設置卫生间的车站。

### 月台
本站设有两个侧式月台，位于双山大道上空。
本站西端和东端均设有单渡线，在2017年10月9日前，所有4号线列车均使用车站西端的单渡线进行站前折返，列车抵达北面1号月台后同時完成上下客的過程；而2号月台及可供列车站后折返东端的单渡线均較少機會使用，只会在突发情况下才会使用。2017年10月10日开始，4號線与即将开通的南延段进行贯通试运营，故所有列車均在2号月台清客，然後駛入南延段進行測試，並在南沙客運港站折返，再駛回本站1號月台後開始載客。
另外，本站往南沙客运港方向的正线路轨进入地下区间后，设有往返南沙停车场的出入段線。

### 出入口
金洲站设有一个出入口直接连接过街天桥，供乘客前往双山大道两侧的行人路，其中往双山大道北側的行人街道处除设有楼梯外，另设有扶手电梯及升降机供乘客进出。
|                                           |                                                       |      |          |                                                                              |
| 編號                                      | 设施                                                  | 照片 | 出口指示 | 建議前往的目的地                                                             |
| A                                         | 盲道标志 · 升降机标志 · 无障碍通道标志 · 扶手电梯标志 |      | 双山大道 | 祈丰路、广州市南沙中心医院、金洲地铁站公交车站、祈丰路（金洲地铁站）公交车站 |
| 註： 設有 \| 設有 \| 設有 \| 設有扶手電梯 |                                                       |      |          |                                                                              |

## 接駁交通
| 公交 \| 编号 \| 编号 \| 线路 \| 线路 \| 线路 \| 收费 \| 运营商 \| 备注 \| \| ------ \| ------- \| ---------------------------- \| -------------- \| -------------------- \| ---- \| -------- \| ---------- \| \| \| 南沙1 \| 蕉门公交总站 \| ⇆ \| 廣州船塢 \| 3元 \| 南沙巴士 \| \| \| \| 南沙4 \| 蕉门公交总站 \| 白班 ⇆ \| 滨海公园 \| 2元 \| 南沙巴士 \| 20–30分/班 \| \| 夜班 ⇆ \| 南沙4 \| 蕉门公交总站 \| 南沙资讯科技园 \| \| 2元 \| 南沙巴士 \| 20–30分/班 \| \| \| 南沙8 \| 黄沙路北 \| ⇆ \| 珠江电厂 \| 3元 \| 南沙巴士 \| 60分/班 \| \| \| 南沙12 \| 珠江电厂 \| ⇆ \| 新兴村委 \| 3元 \| 南沙巴士 \| 20–30分/班 \| \| \| 南沙13 \| 中山大学附属第一（南沙）医院 \| ⇆ \| 水牛头渡口 \| 2元 \| 南沙巴士 \| 30–50分/班 \| \| \| 南沙18 \| 蕉门地铁站（区政府） \| ⇆ \| 南沙湾 \| 2元 \| 蒲洲汽运 \| 15–20分/班 \| \| \| 南沙19 \| 南沙中心医院西门 \| ⇆ \| 南沙湾 \| 2元 \| 蒲洲汽运 \| 15–20分/班 \| \| \| 南沙20 \| 中山大学附属第一（南沙）医院 \| ⇆ \| 虎门渡口（上湾小区） \| 2元 \| 南沙巴士 \| 15–20分/班 \| \| \| 南沙34 \| 东涌湖公交总站 \| ⇆ \| 珠江电厂 \| 3元 \| 南沙巴士 \| 30分/班 \| \| \| 南沙38 \| 东涌湖公交总站 \| ⇆ \| 虎门轮渡码头 \| 2元 \| 南沙交通 \| \| \| \| 南沙53 \| 南沙湾 \| ⇆ \| 南沙儿童公园 \| 2元 \| 蒲洲汽运 \| 15–20分/班 \| \| \| 南沙63 \| 南沙儿童公园 \| ↻ \| 南沙儿童公园 \| 2元 \| 润信公交 \| 20分/班 \| \| ↺ \| 南沙63 \| 南沙儿童公园 \| \| 南沙儿童公园 \| 2元 \| 润信公交 \| 20分/班 \| \| \| 南沙夜4 \| 祈丰路（金洲地铁站） \| ⇆ \| 地铁广隆站 \| 3元 \| 南沙巴士 \| \| |         |                              |                |                      |      |          |            |
| 编号 | 编号    | 线路                         | 线路           | 线路                 | 收费 | 运营商   | 备注       |
| | 南沙1   | 蕉门公交总站                 | ⇆              | 廣州船塢             | 3元  | 南沙巴士 |            |
| | 南沙4   | 蕉门公交总站                 | 白班 ⇆         | 滨海公园             | 2元  | 南沙巴士 | 20–30分/班 |
| 夜班 ⇆ | 南沙4   | 蕉门公交总站                 | 南沙资讯科技园 |                      | 2元  | 南沙巴士 | 20–30分/班 |
| | 南沙8   | 黄沙路北                     | ⇆              | 珠江电厂             | 3元  | 南沙巴士 | 60分/班    |
| | 南沙12  | 珠江电厂                     | ⇆              | 新兴村委             | 3元  | 南沙巴士 | 20–30分/班 |
| | 南沙13  | 中山大学附属第一（南沙）医院 | ⇆              | 水牛头渡口           | 2元  | 南沙巴士 | 30–50分/班 |
| | 南沙18  | 蕉门地铁站（区政府）         | ⇆              | 南沙湾               | 2元  | 蒲洲汽运 | 15–20分/班 |
| | 南沙19  | 南沙中心医院西门             | ⇆              | 南沙湾               | 2元  | 蒲洲汽运 | 15–20分/班 |
| | 南沙20  | 中山大学附属第一（南沙）医院 | ⇆              | 虎门渡口（上湾小区） | 2元  | 南沙巴士 | 15–20分/班 |
| | 南沙34  | 东涌湖公交总站               | ⇆              | 珠江电厂             | 3元  | 南沙巴士 | 30分/班    |
| | 南沙38  | 东涌湖公交总站               | ⇆              | 虎门轮渡码头         | 2元  | 南沙交通 |            |
| | 南沙53  | 南沙湾                       | ⇆              | 南沙儿童公园         | 2元  | 蒲洲汽运 | 15–20分/班 |
| | 南沙63  | 南沙儿童公园                 | ↻              | 南沙儿童公园         | 2元  | 润信公交 | 20分/班    |
| ↺ | 南沙63  | 南沙儿童公园                 |                | 南沙儿童公园         | 2元  | 润信公交 | 20分/班    |
| | 南沙夜4 | 祈丰路（金洲地铁站）         | ⇆              | 地铁广隆站           | 3元  | 南沙巴士 |            |

## 利用状况
本站在启用初期，车站附近荒芜人烟，随着南沙成为中国（广东）自由贸易试验区的一部分，车站周边才大量开发为密集型楼盘和商业区，同时车站东面及北面有不少村落散布在车站周围。
在4号线南延段开通前，由于本站为4号线的终点站，因此南沙城区大部分居民可通过公交等交通方式以接驳本站，加上附近住宅区及商业区的客流，本站有着非常可观的客流。

## 历史
本站最早出現在2003年的方案中，当时本站仍为3号线的车站之一。后来局部修改的方案中成为4號綫的一部分并延長至南沙，本站作為新出現的4號線的中途站之一，位置与现时基本一致。车站此前被称为冲尾站，而位于本站西北侧的中途站（即現蕉門站）被称为金洲站，后来才更名。隨後本站随4号线二期工程在2004年4月25日批覆可行性报告。
2007年5月8日，四號綫因應路線延長至金洲，再次暫停服務長達50天，進行全線聯合調試。2007年6月28日，4號線恢復服務，延長至金洲站。至此4號線二期路段全線通車，本站启用。
为了较好地满足南沙區市民晚上返回南沙的需要，地铁公司决定从2015年5月9日起，调整四号线运营服务时间，将黄村往金洲方向的尾班车时间从22:40延迟到23:15。
2017年12月28日，4号线南延段开通运营，4号线南侧终点站由本站延至南沙客运港站。
2021年6月5日，为配合南沙区政府的疫情防控措施和全员核酸检测工作，本站停止对外运营服务；后于当日晚些时候恢复运营，所有出入口调整为只出不入，直至6月7日首班车起恢复。